# Российский рубль
Рубль (также российский рубль, рубль Российской Федерации, рубль РФ) — денежная единица Российской Федерации. На территории Российской Федерации использование других валют резидентами, с некоторыми исключениями, наказывается штрафом в размере от трёх четвертей до одного размера транзакции.
Буквенный код российского рубля в стандарте ISO 4217 — RUB, цифровой — 643; до денежной реформы 1998 года использовался код RUR (810). Этот цифровой код (810) исключён и из стандарта ISO 4217, и из Общероссийского классификатора валют, но продолжает использоваться для нумерации банковских счетов.
Официальный символ — ₽ — был утверждён 11 декабря 2013 года. Новый символ используется не только для сокращённого обозначения в текстах и оформления денежных знаков (например, на некоторых монетах), но и при публикации котировок.
На 2025 год в обращении находятся монеты регулярной чеканки в 1, 5, 10, 50 копеек, 1, 2, 5 и 10 рублей; памятные монеты из недрагоценных металлов в 1, 2, 5, 10, 25 и 50 рублей; банкноты в 5, 10, 50, 100, 200, 500, 1000, 2000 и 5000 рублей.
Некоторые монеты в обращении практически не встречаются. Самый низкий удельный вес в общем количестве — у монет номиналом 25 и 50 рублей (менее 0,5 %). В то же время наименьший удельный вес в общей сумме имеют банкноты номиналом 5, 10, 50 и 200 рублей и монеты номиналом 1 копейка и 5 копеек (менее 0,5 %).

## История
Первое документально зафиксированное использование слова «рубль» в качестве названия денежной единицы относится к 1281—1299 годам. Современный российский рубль фактически появился в декабре 1991 года параллельно с советским рублём, который оставался в обращении до сентября 1993 года. Все советские монеты, выпущенные в 1961—1991 годах, а также монеты в 1, 2 и 3 копейки, выпущенные до 1961 года, формально оставались законным платёжным средством до 31 декабря 1998 года, а в 1999—2002 годах могли быть обменяны на российские деньги в соотношении 1000:1.
После войны в Грузии и признания Россией государственной независимости Республики Абхазия и Республики Южная Осетия с властями обеих из них в 2008 году были заключены договоры о дружбе, предусматривающие что РФ будет принимать эффективные меры для поддержания и функционирования финансовой и банковской систем республик исходя из того, что платёжным средством на их территориях является российский рубль.
После аннексии Крыма в 2014 году российский рубль стал использоваться в качестве денежной единицы на территории полуострова, а в результате войны на Донбассе российский рубль также стал фактической денежной единицей и в ДНР и ЛНР власти которых объявили российский рубль официальной денежной единицей, а в 2022 году, после их признания и до аннексии Россией, заключали с ней договоры, регулирующие в том числе и поддержание финансовой системы республик исходя из этого факта.
По данным агентства Bloomberg, в межбанковском обороте в системе SWIFT в период с мая 2013 по май 2014 годов доля российского рубля составила 0,35 % (0,62 % годом ранее). При этом доля американского доллара (за тот же промежуток времени) — 42 %, евро — 32 %, юаня — 1,47 %. В целом в межбанковских расчётах рубль занял 18 место среди всех валют мира.
С 1 мая 2022 года российский рубль также используется совместно с украинской гривной в Херсонской области, а с 25 мая 2022 года — в Запорожской области.

## Международный статус
Хотя есть факторы, которые поддерживают интернационализацию рубля (например, размер экономики и объёмы экспорта), есть и ограничения (например, сырьевая зависимость и действие санкций). В качестве резервной валюты рубль может конкурировать только с другими валютами сопоставимого качества, такими как китайский юань. Чтобы увеличить долю рубля в международных расчётах, необходимо проводить политику, направленную на устойчивый рост и диверсификацию экономики, повышение качества экономической политики и развитие финансовых рынков. По мнению британского еженедельника The Economist, мысль об использовании рубля в качестве мировой резервной валюты смехотворна.
По информации Bank of America, в 2025 году, показав рост в 40%,  российский рубль стал самой динамичной валютой мира. 

## Монеты

### Регулярные монеты
1 января 1998 года в обращение были введены монеты номиналом от 1 копейки до 5 рублей, с 1999 года начали чеканиться памятные монеты, а с 2009 года — оборотные монеты номиналом 10 рублей. В 2011 году в обращении появились памятные монеты номиналом 25 рублей с гербом России на аверсе.
Большинство монет выполнены в едином дизайне:
- на аверсе копеечных монет изображён Георгий Победоносец, знак монетного двора, надпись «Банк России» и год выпуска;
- на аверсе рублёвых монет помещено изображение эмблемы российского Центрального банка (с 2016 года — герб России), знак монетного двора, а также словесное обозначение номинала (с 2016 года — надпись «РОССИЙСКАЯ ФЕДЕРАЦИЯ») и год выпуска;
- на реверсе всех монет — обозначение номинала и растительный орнамент.

В связи с изменением эмблемы Банка России, с 2002 года монеты номиналом 1, 2 и 5 рублей стали чеканиться с изменёнными аверсами
С целью удешевления производства монеты в 10 и 50 копеек с 2006 года стали чеканиться из стали, плакированной сплавом томпак. В отличие от чеканившихся ранее, монеты новой разновидности обладали магнитными свойствами и имели гладкий гурт. Аналогично материал монет в 1, 2 и 5 рублей был заменён в 2009 году на сталь с никелевым гальванопокрытием.
С 2008 года Банком России рассматривалась возможность вывода из обращения монет достоинством 1 и 5 копеек из-за убытков при их производстве вследствие удорожания металла (в 2006 году затраты на производство монеты номиналом в 1 копейку составляли 4,6 копейки, а на апрель 2008 года себестоимость производства монеты номиналом 1 копейка составляла около 30 копеек) и неудобства для населения при наличном обращении с самыми мелкими монетами. Также рассматривалась возможность замены металла этих монет на более дешёвые сплавы. В январе 2013 года первый заместитель председателя Центрального банка России заявил о прекращении выпуска монет номиналом 1 и 5 копеек, хотя последние официальные тиражи этих монет были выпущены в 2009 году. В 2014 году был выпущен тираж монет номиналом 1 и 5 копеек в связи с вхождением Крыма в состав России, где для расчётов требовались мелкие разменные монеты. В 2017 году было заявлено, что, несмотря на малое использование монет 1 и 5 копеек, Банк России не планирует выводить их из обращения.
Пока у нас цены устанавливаются в копейках, мы обязаны обеспечивать магазины сдачей в копейкахПредседатель Банка России Эльвира Набиуллина об обращении монет достоинством 1 и 5 копеек, октябрь 2017 года
На аверсе всех монет, в оформлении которых ранее использовалась эмблема регулятора, начиная с 2016 года размещается изображение государственного герба России. Согласно действующему в стране законодательству, его присутствие на современных дензнаках не является обязательным.
| Номинал | Изображение     | Изображение                                                       | Годы чеканки          | Характеристики                             | Характеристики | Характеристики | Характеристики | Характеристики                                                                       |
| Номинал | Аверс           | Реверс                                                            | Годы чеканки          | Металл                                     | Диаметр, мм    | Толщина, мм    | Масса, г       | Гурт                                                                                 |
| --- | --------------- | ----------------------------------------------------------------- | --------------------- | ------------------------------------------ | -------------- | -------------- | -------------- | ------------------------------------------------------------------------------------ |
| 1 копейка |                 |                                                                   | 1997–2009, 2014, 2024 | Биметалл (сталь, плакированная мельхиором) | 15,5           | 1,25           | 1,5            | гладкий                                                                              |
| 5 копеек |                 |                                                                   | 1997–2009, 2014, 2024 | Биметалл (сталь, плакированная мельхиором) | 18,5           | 1,45           | 2,6            | гладкий                                                                              |
| 10 копеек |                 |                                                                   | 1997–2006             | Латунь                                     | 17,5           | 1,25           | 1,95           | рубчатый (98 рифлений)                                                               |
| 10 копеек | 2006–2015, 2024 | Сталь, плакированная томпаком; Сталь с латунным гальванопокрытием | 1,85                  | гладкий                                    | 17,5           | 1,25           |                |                                                                                      |
| 50 копеек |                 |                                                                   | 1997–2006             | Латунь                                     | 19,5           | 1,5            | 2,9            | рубчатый (105 рифлений)                                                              |
| 50 копеек | 2006–2015, 2024 | Сталь, плакированная томпаком; Сталь с латунным с                 | 2,75                  | гладкий                                    | 19,5           | 1,5            |                |                                                                                      |
| 1 рубль |                 |                                                                   | 1997–1999             | Медно-никелевый сплав                      | 20,5           | 1,5            | 3,25           | рубчатый (110 рифлений)                                                              |
| 1 рубль |                 | 2002–2003, 2005–2009                                              |                       | Медно-никелевый сплав                      | 20,5           | 1,5            | 3,25           | рубчатый (110 рифлений)                                                              |
| 1 рубль | 2009–2015       | Cталь с никелевым гальванопокрытием                               | 3                     |                                            | 20,5           | 1,5            |                | рубчатый (110 рифлений)                                                              |
| 1 рубль |                 | Cталь с никелевым гальванопокрытием                               | 3                     | 2016–н. в.                                 | 20,5           | 1,5            |                | рубчатый (110 рифлений)                                                              |
| 2 рубля |                 |                                                                   | 1997–1999             | Медно-никелевый сплав                      | 23             | 1,8            | 5,1            | 84 рифления, разделенные на 12 равных участков, чередующихся с 12 гладкими участками |
| 2 рубля |                 | 2002–2003, 2006–2009                                              |                       | Медно-никелевый сплав                      | 23             | 1,8            | 5,1            | 84 рифления, разделенные на 12 равных участков, чередующихся с 12 гладкими участками |
| 2 рубля | 2009–2015       | Cталь с никелевым гальванопокрытием                               | 5                     |                                            | 23             | 1,8            |                | 84 рифления, разделенные на 12 равных участков, чередующихся с 12 гладкими участками |
| 2 рубля |                 | Cталь с никелевым гальванопокрытием                               | 5                     | 2016–н. в.                                 | 23             | 1,8            |                | 84 рифления, разделенные на 12 равных участков, чередующихся с 12 гладкими участками |
| 5 рублей |                 |                                                                   | 1997–1998             | Медно-никелевый сплав                      | 25             | 1,8            | 6,45           | 60 рифлений, разделенные на 12 равных участков, чередующихся с 12 гладкими участками |
| 5 рублей |                 | 2002–2003, 2008–2009                                              |                       | Медно-никелевый сплав                      | 25             | 1,8            | 6,45           | 60 рифлений, разделенные на 12 равных участков, чередующихся с 12 гладкими участками |
| 5 рублей | 2009–2015       | Cталь с никелевым гальванопокрытием                               | 6                     |                                            | 25             | 1,8            |                | 60 рифлений, разделенные на 12 равных участков, чередующихся с 12 гладкими участками |
| 5 рублей |                 | Cталь с никелевым гальванопокрытием                               | 6                     | 2016–н. в.                                 | 25             | 1,8            |                | 60 рифлений, разделенные на 12 равных участков, чередующихся с 12 гладкими участками |
| 10 рублей |                 |                                                                   | 2009–2013, 2015       | Cталь с никелевым гальванопокрытием        | 22             | 2,2            | 5,63           | 6 участков по 5 рифов и 6 участков по 7 рифов, чередующихся с 12 гладкими участками  |
| 10 рублей |                 | 2016–н. в.                                                        |                       | Cталь с никелевым гальванопокрытием        | 22             | 2,2            | 5,63           | 6 участков по 5 рифов и 6 участков по 7 рифов, чередующихся с 12 гладкими участками  |
| Знаки монетных дворов: Санкт-Петербургский монетный двор — С-П или СПМД; Московский монетный двор — М или ММД. |                 |                                                                   |                       |                                            |                |                |                |                                                                                      |

### Памятные монеты из недрагоценных металлов

#### Монеты 1992-1994 годов
Первым памятными монетами, выпущенными в России, стали монеты номиналом 10 (позднее 50) рублей, посвященные животным из Красной книги России. Выпуск этих монет продолжал серию монет, начатую еще в СССР (в 1991 году отчеканили две монеты номиналом 5 рублей). 
|  | 10 | 25 | 1,75 | 6,25 | кольцо: нейзильбер, вставка: латунь | номинал "10 рублей", надпись «Банк России«», год выпуска                      | Надпись «Красная книга», название и изображение животного из красной книги России | рубчатый (252 рифлений) | 1992      |
|  | 50 | 25 | 1,75 | 6,25 | кольцо: никель, вставка: латунь     | эмблема Банка России, номинал «50 рублей», надпись «Банк России», год выпуска | Надпись «Красная книга», название и изображение животного из красной книги России | рубчатый (252 рифлений) | 1993-1994 |

#### Монеты 1995-1996 годов
В 1995-1996 годах Банк России выпустил новый вид памятных монет, но приурочить их сумел всего двум выпускам:
1. в 1995 году 50-летию победы в Великой Отечественной войне[55].
2. в 1996 году 300-летию Российского флота[56].

|  | 1   | 19,5 | 1,7 | 3,47 | латунь                | номинал, эмблема Банка России, год выпуска, декоративный орнамент | рисунки в рамках памятных программ Банка России с различными рисунками | гладкий            | 1995-1996 |
|  | 5   | 21,9 | 1,7 | 4,36 | латунь                | номинал, эмблема Банка России, год выпуска, декоративный орнамент | рисунки в рамках памятных программ Банка России с различными рисунками | гладкий            | 1995-1996 |
|  | 10  | 21,1 | 1,5 | 3,8  | медно-никелевый сплав | номинал, эмблема Банка России, год выпуска, декоративный орнамент | рисунки в рамках памятных программ Банка России с различными рисунками | ребристый          | 1995-1996 |
|  | 20  | 24,2 | 1,6 | 5,2  | медно-никелевый сплав | номинал, эмблема Банка России, год выпуска, декоративный орнамент | рисунки в рамках памятных программ Банка России с различными рисунками | прерывито-рубчатый | 1995-1996 |
|  | 50  | 25,1 | 1,8 | 6,1  | латунь                | номинал, эмблема Банка России, год выпуска, декоративный орнамент | рисунки в рамках памятных программ Банка России с различными рисунками | прерывито-рубчатый | 1995-1996 |
|  | 100 | 27,2 | 1,9 | 7,6  | медно-никелевый сплав | номинал, эмблема Банка России, год выпуска, декоративный орнамент | рисунки в рамках памятных программ Банка России с различными рисунками | прерывито-рубчатый | 1995-1996 |

#### Монеты 1999-н.в.
1 рубль
Памятная монета номиналом 1 рубль выпускалась всего трижды — по случаю 200-летия со дня рождения А.С. Пушкина в 1999 году, 10-летия СНГ в 2001 и символа рубля в 2014.
2 рубля
Первая памятная монета такого номинала была выпущена в 2001 году и посвящена годовщине первого полета Ю.А. Гагарина. Позднее на монетах отразили тематику городов-героев, находящиеся в России, и полководцев Отечественной войны 1812 года.
5 рублей
Выпускаемые монеты номиналом 5 рублей выпускаются как по отдельным случаям, так и в рамках существующих тем — сражений Отечественной войны 1812 года, освобожденных городов-столиц в ходе Великой Отечественной войны, другим юбилеям.
10 рублей
С 2001 года выпускаются 10 рублей, выполненные двух металлов - мельхиора и латуни (с 2019 года — из плакированной стали). Главными сериями стали регионы России и ее древние города. 
Выпускаются также и монеты 10 рублей, выполненные на заготовках стандартных оборотных монет. Выпускаются они с 2010 года. Они посвящены городам воинской славы, городам трудовой доблести, юбилеям и отдельным памятным событиям.
25 рублей
Впервые памятную монету номиналом 25 рублей представили в 2011-2014 годах, посвятив их Зимним Олимпийским играм в Сочи. На них изобразили эмблему игр, талисманов олимпийских и паралимпийских игр, а также схему пути олимпийского огня по России. Монеты изготовлены из медно-никелевого сплава. Они стали первыми монетами такого номинала, а также первыми, на которых использовано изображение герба Российской Федерации (до этого использовалась надпись «Банк России» или его эмблема).
Монеты номиналом 25 рублей также посвящены многим событиям и тематикам, таким как Армейские международные игры, Чемпионат мира по футболу 2018, юбилеи знаковых событий, конструкторы оружия, российская и советская мультипликация и т.д.
Небольшой тираж памятных монет данного номинала выпускается в цветном исполнении, и производится в сувенирной пластиковой упаковке или прозрачных капсулах.

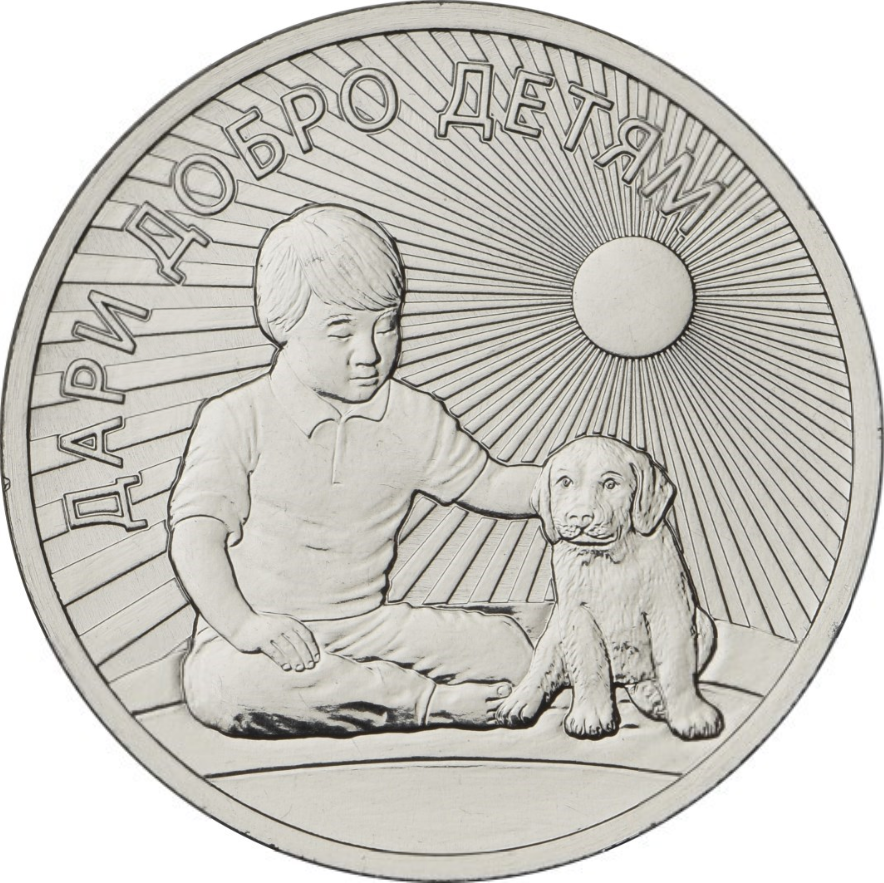
25 рублей «Дари добро детям» 2017 года

                       В 2017 году была выпущена единственная в истории «благотворительная» монета — 25 рублей «Дари добро детям», которая хоть и была выпущена в обращение, как и все монеты, но распространялась только в специальных пронумерованных буклетах через отделения коммерческих банков участникам благотворительной акции Российского детского фонда «Подари шанс ребенку» за единовременный денежный взнос не менее 5000 рублей. Тираж монеты составил всего 50000 штук.
50 рублей
В апреле 2025 года ЦБ представил памятную монету номиналом 50 рублей, посвященную 80-летию победы в Великой Отечественной войне. Дизайн аверса повторяет оформление биметаллических 10 рублей. Кольцо и вставка выполнены из стали с гальваническим покрытием никелем и латунью соответственно.
Вторая подобная монета, согласно плану выпуска ЦБ, посвящена военно-историческому музейному комплексу «Саур-Могила» в ДНР.
|      | 1  | 20,5 | 1,50 | 3,25                                                      | медно-никелевый сплав                                                       | монеты выпускаются в рамках памятных программ Банка России с различными рисунками                      | номинал, эмблема Банка России, год выпуска                                        | рубчатый (110 рифлений)                                                                                    | 1999-2001 |
| 3,00 | 1  | 20,5 | 1,50 | сталь с никелевым гальванопокрытием                       | Символ российского рубля «₽», номинал «рубль», стилизованная ветвь растения | 2014                                                                                                   | номинал, эмблема Банка России, год выпуска                                        | рубчатый (110 рифлений)                                                                                    |           |
|      | 2  | 23,0 | 1,80 | 5,10                                                      | медно-никелевый сплав                                                       | номинал «2 рубля», стилизованная ветвь растения, надпись «БАНК РОССИИ», год чеканки                    | монеты выпускаются в рамках памятных программ Банка России с различными рисунками | прерывисто-рубчатый (84 рифления, разделённых на 12 равных участков, чередующихся с 12 гладкими участками) | 2000-2001 |
| 5,00 | 2  | 23,0 | 1,80 | сталь с никелевым гальванопокрытием                       | 2012-н.в.                                                                   | номинал «2 рубля», стилизованная ветвь растения, надпись «БАНК РОССИИ», год чеканки                    | монеты выпускаются в рамках памятных программ Банка России с различными рисунками | прерывисто-рубчатый (84 рифления, разделённых на 12 равных участков, чередующихся с 12 гладкими участками) |           |
|      | 5  | 25,0 | 1,80 | сталь с никелевым гальванопокрытием                       | 6,00                                                                        | номинал "5 рублей", стилизованная ветвь растения, надпись «БАНК РОССИИ», год чеканки                   | монеты выпускаются в рамках памятных программ Банка России с различными рисунками | прерывисто-рубчатый (60 рифлений, разделённых на 12 равных участков, чередующихся с 12 гладкими участками) | 2012-н.в. |
|      | 10 | 27,0 | 2,10 | 8,40                                                      | кольцо: латунь диск: мельхиор                                               | номинал «10 рублей», стилизованные ветви растений, надпись «БАНК РОССИИ», год чеканки                  | монеты выпускаются в рамках памятных программ Банка России с различными рисунками | 300 рифлений и две надписи «ДЕСЯТЬ РУБЛЕЙ», разделённые двумя звёздочками                                  | 2000-2018 |
| 7,90 | 10 | 27,0 | 2,10 | кольцо: сталь, гальв. латунью диск: сталь, гальв. никелем | 2019-н.в.                                                                   | номинал «10 рублей», стилизованные ветви растений, надпись «БАНК РОССИИ», год чеканки                  | монеты выпускаются в рамках памятных программ Банка России с различными рисунками | 300 рифлений и две надписи «ДЕСЯТЬ РУБЛЕЙ», разделённые двумя звёздочками                                  |           |
|      | 10 | 22,0 | 2,20 | 5,63                                                      | сталь, гальв. латунью                                                       | номинал, лавровая и дубовая ветвь, надпись «БАНК РОССИИ», год чеканки                                  | монеты выпускаются в рамках памятных программ Банка России с различными рисунками | рубчатый (6 участков по 5 рифов и 6 участков по 7 рифов, чередующихся с 12 гладкими участками)             | 2010-н.в. |
|      | 25 | 27,0 | 2,30 | 10,00                                                     | медно-никелевый сплав                                                       | номинал, герб России, надпись «РОССИЙСКАЯ ФЕДЕРАЦИЯ», надпись «25 РУБЛЕЙ», год чеканки                 | монеты выпускаются в рамках памятных программ Банка России с различными рисунками | рубчатый (180 рифлений)                                                                                    | 2011-2014 |
|      | 25 | 27,0 | 2,30 | 10,00                                                     | медно-никелевый сплав                                                       | номинал, герб России, надпись «РОССИЙСКАЯ ФЕДЕРАЦИЯ» и «БАНК РОССИИ», надпись «25 РУБЛЕЙ», год чеканки | монеты выпускаются в рамках памятных программ Банка России с различными рисунками | рубчатый (180 рифлений)                                                                                    | 2017-н.в. |
|      | 50 | 28,0 | 2,25 | 9,6                                                       | кольцо: сталь, гальв. никелем диск: сталь, гальв. латунью                   | номинал «50 рублей», стилизованные ветви растений, надпись «БАНК РОССИИ», год чеканки                  | монеты выпускаются в рамках памятных программ Банка России с различными рисунками | 150 рифлений и надпись «50 РУБЛЕЙ», повторяющаяся дважды, разделенная звездочками                          | 2025-н.в. |

## Банкноты

### Регулярные банкноты
С момента распада СССР 26 декабря 1991 года и до 26 июля 1993 года в стране имели хождение выпущенные ранее государственные казначейские билеты и билеты Государственного банка СССР образцов 1961, 1991 и 1992 года, а также Билеты Банка России номиналом 5000 и 10 000 рублей, выпущенные в 1992 году.
Несмотря на то, что Государственный банк СССР был упразднён 20 декабря 1991 года, банкноты (образца 1992 года) продолжали выпускаться от его имени, но уже Банком России.
С целью защиты экономики от потока денежной массы из стран постсоветского пространства, которые уже ввели собственные валюты и удержания темпов инфляции, с 26 июля по 7 августа 1993 года в России была проведена денежная реформа, в ходе которой из обращения были выведены банкноты всех предыдущих выпусков, а единственным законным средством платежа признавались билеты Банка России образца 1993 года. Монеты, выпущенные с 1961 по 1992 год, также оставались законными средствами платежа, но вследствие высокой инфляции практически исчезли из обращения.
С 1995 года началась постепенная замена банкнот образца 1993 года на банкноты новой серии, с изменённым оформлением и улучшенными элементами защиты, а в 1998 году была проведена деноминация (1000:1). Оформление банкнот новой серии полностью соответствовало таковому у банкнот 1995 года, был лишь сокращён (на три порядка) номинал и изменены элементы защиты. Банкноты образца 1993 и 1995 года, а также монеты, выпущенные с 1961 по 1992 год, можно было обменять на денежные знаки нового образца (1997 года) в период с 1 января 1999 по 31 декабря 2002 года.
1 января 1998 года были выпущены банкноты номиналом 5, 10, 50, 100 и 500 рублей. Затем последовал выпуск банкнот номиналом 1000 (в 2001 году) и 5000 рублей (в 2006 году). С целью защиты от подделок Банк России периодически выпускает модификации банкнот: в 2001 (10, 50, 100 и 500 рублей), 2004 (10, 50, 100, 500 и 1000 рублей) и 2010 году (500, 1000 и 5000 рублей).
Банкноты номиналом 5 рублей после 2001 года не допечатывались, ввиду чего по мере износа стали редкими, но с 2022 года вновь напечатаны в лакированной версии и запущены в широкий оборот.
Выпуск банкнот номиналом 10 рублей с 2011 года сокращался, происходило замещение монетами аналогичного номинала, но в конце 2022 года начался ввод в обращение лакированной версии.
В 2013 году зародилась серия памятных банкнот в 100 рублей, посвященных ключевым современным событиям в России: Зимней Олимпиаде 2014 года (2013), аннексии Крыма (2015) и Чемпионату мира по футболу 2018 года (2018). 12 октября 2017 года в обращение выпущены банкноты номиналом 200 и 2000 рублей. 23 марта 2021 года Центральный банк России объявил о намерении к 2025 году обновить дизайн почти всех своих банкнот. В новом дизайне немного поменяется тематика оформления — теперь на лицевой стороне купюр будут представлены столицы федеральных округов России, а на обороте будут изображены достопримечательности соответствующих округов. Банкноты номиналом 50 и 100 рублей сохранят изображения Санкт-Петербурга и Москвы, а на банкнотах номиналом 10, 500, 1000 и 5000 рублей теперь будут изображены Новосибирск, Пятигорск, Нижний Новгород и Екатеринбург соответственно, а также достопримечательности федеральных округов, которые они представляют.
Изображение 100-рублёвой купюры было представлено 30 июня 2022 года.
16 октября 2023 года Банк России ввёл в обращение банкноты номиналом 1000 и 5000 рублей в обновлённом дизайне с усиленным защитным комплексом. На тысячерублёвой купюре изображены достопримечательности городов Приволжского федерального округа, на банкноте номиналом 5000 рублей — Уральского федерального округа.
Также в октябре 2023 года стало известно, что Банк России остановил выпуск обновлённой купюры номиналом 1000 рублей. В качестве одной из причин называлось недовольство РПЦ из-за отсутствия креста на изображённой на банкноте Дворцовой церкви в Казанском кремле. ЦБ РФ заявил, что доработает дизайн. В широкое обращение купюра поступить не успела.
| Серия 1992 года                                 | Серия 1992 года   | Серия 1992 года  | Серия 1992 года | Серия 1992 года     | Серия 1992 года                                                                | Серия 1992 года                                                                 | Серия 1992 года                                  | Серия 1992 года | Серия 1992 года             |
| Изображение                                     | Изображение       | Характеристики   | Характеристики  | Характеристики      | Описание                                                                       | Описание                                                                        | Описание                                         | Даты            | Даты                        |
| Лицевая сторона                                 | Оборотная сторона | Номинал (рублей) | Размеры (мм)    | Основные цвета      | Лицевая сторона                                                                | Оборотная сторона                                                               | Водяной знак                                     | введения        | изъятия                     |
| ----------------------------------------------- | ----------------- | ---------------- | --------------- | ------------------- | ------------------------------------------------------------------------------ | ------------------------------------------------------------------------------- | ------------------------------------------------ | --------------- | --------------------------- |
|                                                 |                   | 5000             | 145 × 70        | тёмно-синий голубой | знаменитые здания Москвы                                                       | башни Московского кремля; Большой Москворецкий мост; дом на Котельнической наб. | 5-конечные звёзды                                | 14 июля 1992    | с 26 июля по 3 августа 1993 |
|                                                 |                   | 10 000           | 145 × 70        | коричневый розовый  | Сенатская башня Московского Кремля, флаг Российской Федерации на здании Сената | Спасская, Сенатская, Никольская и Угловая Арсенальная башни Московского Кремля  | Сенатская башня Кремля, флаг РФ на здании Сената | 29 декабря 1992 | с 26 июля по 3 августа 1993 |
| Масштаб изображений — 1,0 пикселя на миллиметр. |                   |                  |                 |                     |                                                                                |                                                                                 |                                                  |                 |                             |

| Серия 1993 года                                 | Серия 1993 года   | Серия 1993 года  | Серия 1993 года | Серия 1993 года    | Серия 1993 года                                                              | Серия 1993 года                                                                 | Серия 1993 года                                           | Серия 1993 года  | Серия 1993 года                    |
| Изображение                                     | Изображение       | Характеристики   | Характеристики  | Характеристики     | Описание                                                                     | Описание                                                                        | Описание                                                  | Даты             | Даты                               |
| Лицевая сторона                                 | Оборотная сторона | Номинал (рублей) | Размеры (мм)    | Основные цвета     | Лицевая сторона                                                              | Оборотная сторона                                                               | Водяной знак                                              | введения         | изъятия                            |
| ----------------------------------------------- | ----------------- | ---------------- | --------------- | ------------------ | ---------------------------------------------------------------------------- | ------------------------------------------------------------------------------- | --------------------------------------------------------- | ---------------- | ---------------------------------- |
|                                                 |                   | 100              | 130 × 57        | голубой розовый    | Сенатская башня Московского Кремля; Государственный флаг РФ на здании Сената | Спасская, Царская, Набатная и Константино- Еленинская башни Московского кремля  | 5-конечные звёзды и волнистые полосы                      | 26 января 1993   | с 1 января 1999 по 31 декабря 2002 |
|                                                 |                   | 200              | 130 × 57        | розовый            | Сенатская башня Московского Кремля; Государственный флаг РФ на здании Сената | Троицкая и Кутафья башни Московского кремля                                     | 5-конечные звёзды и волнистые полосы                      | 26 января 1993   | с 1 января 1999 по 31 декабря 2002 |
|                                                 |                   | 500              | 130 × 57        | зелёный            | Сенатская башня Московского Кремля; Государственный флаг РФ на здании Сената | 14-й корпус Кремля; Спасская башня Московского кремля                           | 5-конечные звёзды и волнистые полосы                      | 26 января 1993   | с 1 января 1999 по 31 декабря 2002 |
|                                                 |                   | 1000             | 152 × 67        | зелёный коричневый | Сенатская башня Московского Кремля; Государственный флаг РФ на здании Сената | Спасская башня Московского кремля; Храм Василия Блаженного                      | 5-конечные звёзды                                         | 26 января 1993   | с 1 января 1999 по 31 декабря 2002 |
|                                                 |                   | 5000             | 152 × 67        | красный фиолетовый | Сенатская башня Московского Кремля; Государственный флаг РФ на здании Сената | башни Московского кремля; Большой Москворецкий мост; дом на Котельнической наб. | Сенатская башня Кремля; флаг РФ на здании Сената          | 26 января 1993   | с 1 января 1999 по 31 декабря 2002 |
|                                                 |                   | 10 000           | 152 × 67        | зелёный голубой    | Сенатская башня Московского Кремля; Государственный флаг РФ на здании Сената | Спасская, Сенатская, Никольская и Угловая Арсенальная башни Московского Кремля  | Сенатская башня Кремля; флаг РФ на здании Сената          | 12 марта 1993    | с 1 января 1999 по 31 декабря 2002 |
|                                                 |                   | 50 000           | 152 × 67        | кремовый           | Сенатская башня Московского Кремля; Государственный флаг РФ на здании Сената | Никольская и Угловая Арсенальная башни Московского кремля                       | Сенатская башня Кремля; флаг РФ на здании Сената          | 20 мая 1993      | с 1 января 1999 по 31 декабря 2002 |
| Серия 1993 года (модификация 1994 года)         |                   |                  |                 |                    |                                                                              |                                                                                 |                                                           |                  |                                    |
|                                                 |                   | 5000             | 152 × 67        | красный фиолетовый | Сенатская башня Кремля; флаг РФ на здании Сената                             | башни Московского кремля; Большой Москворецкий мост; дом на Котельнической наб. | Сенатская башня Кремля; флаг РФ на здании Сената; номинал | 19 сентября 1994 | с 1 января 1999 по 31 декабря 2002 |
|                                                 |                   | 10 000           | 152 × 67        | зелёный голубой    | Сенатская башня Кремля; флаг РФ на здании Сената                             | Спасская, Сенатская, Никольская и Угловая Арсенальная башни Московского Кремля  | Сенатская башня Кремля; флаг РФ на здании Сената; номинал | 19 сентября 1994 | с 1 января 1999 по 31 декабря 2002 |
|                                                 |                   | 50 000           | 152 × 67        | кремовый           | Сенатская башня Кремля; флаг РФ на здании Сената                             | Никольская и Угловая Арсенальная башни Московского Кремля                       | Сенатская башня Кремля; флаг РФ на здании Сената; номинал | 14 июля 1994     | с 1 января 1999 по 31 декабря 2002 |
| Масштаб изображений — 1,0 пикселя на миллиметр. |                   |                  |                 |                    |                                                                              |                                                                                 |                                                           |                  |                                    |

| Серия 1995 года                                 | Серия 1995 года   | Серия 1995 года  | Серия 1995 года | Серия 1995 года   | Серия 1995 года  | Серия 1995 года                                                                                    | Серия 1995 года                                    | Серия 1995 года                       | Серия 1995 года  | Серия 1995 года                    |
| Изображение                                     | Изображение       | Характеристики   | Характеристики  | Характеристики    | Описание         | Описание                                                                                           | Описание                                           | Описание                              | Даты             | Даты                               |
| Лицевая сторона                                 | Оборотная сторона | Номинал (рублей) | Размеры (мм)    | Основные цвета    | Город            | Лицевая сторона                                                                                    | Оборотная сторона                                  | Водяной знак                          | введения         | изъятия                            |
| ----------------------------------------------- | ----------------- | ---------------- | --------------- | ----------------- | ---------------- | -------------------------------------------------------------------------------------------------- | -------------------------------------------------- | ------------------------------------- | ---------------- | ---------------------------------- |
|                                                 |                   | 1000             | 137 × 61        | коричневый        | Владивосток      | морской порт Владивостока в бухте Золотой Рог; навершие ростральной колонны с парусником «Манджур» | бухта Рудная и скала Два Брата (под Дальнегорском) | «1000»; навершие колонны с парусником | 29 сентября 1995 | с 1 января 1999 по 31 декабря 2002 |
|                                                 |                   | 5000             | 137 × 61        | тёмно-зелёный     | Великий Новгород | памятник «Тысячелетие России» на фоне Софийского собора                                            | крепостная стена Новгородского кремля              | «5000»; Софийский собор               | 31 октября 1995  | с 1 января 1999 по 31 декабря 2002 |
|                                                 |                   | 10 000           | 150 × 65        | оливковый         | Красноярск       | коммунальный мост через Енисей; часовня Параскевы Пятницы                                          | Красноярская ГЭС                                   | «10000»; часовня Параскевы Пятницы    | 29 июля 1995     | с 1 января 1999 по 31 декабря 2002 |
|                                                 |                   | 50 000           | 150 × 65        | голубой           | Санкт-Петербург  | скульптура в основании ростральной колонны; Петропавловская крепость                               | ростральная колонна; здание Биржи                  | «50000»; Петропавловский собор        | 29 июля 1995     | с 1 января 1999 по 31 декабря 2002 |
|                                                 |                   | 100 000          | 150 × 65        | красно-коричневый | Москва           | квадрига на портике Большого театра                                                                | фасад Большого театра                              | «100000»; Большой театр               | 30 мая 1995      | с 1 января 1999 по 31 декабря 2002 |
|                                                 |                   | 500 000          | 150 × 65        | фиолетовый        | Архангельск      | памятник Петру I; парусник в порту Архангельска                                                    | Соловецкий монастырь                               | «500000»; портрет Петра I             | 17 марта 1997    | с 1 января 1999 по 31 декабря 2002 |
| Масштаб изображений — 1,0 пикселя на миллиметр. |                   |                  |                 |                   |                  | |                                                    |                                       |                  |                                    |

| Серия 1997 года                                 | Серия 1997 года   | Серия 1997 года  | Серия 1997 года | Серия 1997 года                  | Серия 1997 года  | Серия 1997 года                                                                      | Серия 1997 года                        | Серия 1997 года                    | Серия 1997 года                         |
| Изображение                                     | Изображение       | Характеристики   | Характеристики  | Характеристики                   | Описание         | Описание                                                                             | Описание                               | Описание                           | Дата введения                           |
| Лицевая сторона                                 | Оборотная сторона | Номинал (рублей) | Размеры (мм)    | Основные цвета                   | Город            | Лицевая сторона                                                                      | Оборотная сторона                      | Водяной знак                       | Дата введения                           |
| ----------------------------------------------- | ----------------- | ---------------- | --------------- | -------------------------------- | ---------------- | ------------------------------------------------------------------------------------ | -------------------------------------- | ---------------------------------- | --------------------------------------- |
|                                                 |                   | 5                | 137 × 61        | зелёный                          | Великий Новгород | памятник «Тысячелетие России» на фоне Софийского собора                              | крепостная стена Новгородского детинца | «5» Софийский собор                | 1 января 1998 г. 25 июля 2022—2025 г.   |
|                                                 |                   | 10               | 150 × 65        | тёмно-зелёный и тёмно-коричневый | Красноярск       | мост через Енисей; часовня Параскевы Пятницы                                         | Красноярская ГЭС                       | «10» Часовня Параскевы Пятницы     | 1 января 1998 г.                        |
|                                                 |                   | 10               | 150 × 65        | тёмно-зелёный и тёмно-коричневый | Красноярск       | мост через Енисей; часовня Параскевы Пятницы                                         | Красноярская ГЭС                       | «10» Часовня Параскевы Пятницы     | 1 января 2001 г.                        |
|                                                 |                   | 10               | 150 × 65        | тёмно-зелёный и тёмно-коричневый | Красноярск       | мост через Енисей; часовня Параскевы Пятницы                                         | Красноярская ГЭС                       | «10» Часовня Параскевы Пятницы     | 16 августа 2004 г. 25 июля 2022—2025 г. |
|                                                 |                   | 50               | 150 × 65        | сине-голубой                     | Санкт-Петербург  | скульптура в основании ростральной колонны; Петропавловский собор                    | ростральная колонна; здание биржи      | «50» Петропавловский собор         | 1 января 1998 г.                        |
|                                                 |                   | 50               | 150 × 65        | сине-голубой                     | Санкт-Петербург  | скульптура в основании ростральной колонны; Петропавловский собор                    | ростральная колонна; здание биржи      | «50» Петропавловский собор         | 1 января 2001 г.                        |
|                                                 |                   | 50               | 150 × 65        | сине-голубой                     | Санкт-Петербург  | скульптура в основании ростральной колонны; Петропавловский собор                    | ростральная колонна; здание биржи      | «50» Петропавловский собор         | 16 августа 2004 г.                      |
|                                                 |                   | 100              | 150 × 65        | коричнево-зелёный                | Москва           | квадрига на портике Большого театра                                                  | фасад Большого театра                  | «100» Большой театр                | 1 января 1998 г.                        |
|                                                 |                   | 100              | 150 × 65        | коричнево-зелёный                | Москва           | квадрига на портике Большого театра                                                  | фасад Большого театра                  | «100» Большой театр                | 1 января 2001 г.                        |
|                                                 |                   | 100              | 150 × 65        | коричнево-зелёный                | Москва           | квадрига на портике Большого театра                                                  | фасад Большого театра                  | «100» Большой театр                | 16 августа 2004 г.                      |
|                                                 |                   | 500              | 150 × 65        | фиолетово-синий                  | Архангельск      | памятник Петру I; парусник в порту Архангельска                                      | Соловецкий монастырь                   | «500» портрет Петра I              | 1 января 1998 г.                        |
|                                                 |                   | 500              | 150 × 65        | фиолетово-синий                  | Архангельск      | памятник Петру I; парусник в порту Архангельска                                      | Соловецкий монастырь                   | «500» портрет Петра I              | 1 января 2001 г.                        |
|                                                 |                   | 500              | 150 × 65        | фиолетово-синий                  | Архангельск      | памятник Петру I; парусник в порту Архангельска                                      | Соловецкий монастырь                   | «500» портрет Петра I              | 16 августа 2004 г.                      |
|                                                 |                   | 500              | 150 × 65        | фиолетово-синий                  | Архангельск      | памятник Петру I; парусник в порту Архангельска                                      | Соловецкий монастырь                   | «500» портрет Петра I              | 6 сентября 2011 г.                      |
|                                                 |                   | 1000             | 157 × 69        | сине-зелёный                     | Ярославль        | памятник Ярославу Мудрому и часовня Казанской Богоматери на фоне Спасского монастыря | Церковь Иоанна Предтечи с колокольней  | «1000» портрет Ярослава Мудрого    | 1 января 2001 г.                        |
|                                                 |                   | 1000             | 157 × 69        | сине-зелёный                     | Ярославль        | памятник Ярославу Мудрому и часовня Казанской Богоматери на фоне Спасского монастыря | Церковь Иоанна Предтечи с колокольней  | «1000» портрет Ярослава Мудрого    | 16 августа 2004 г.                      |
|                                                 |                   | 1000             | 157 × 69        | сине-зелёный                     | Ярославль        | памятник Ярославу Мудрому и часовня Казанской Богоматери на фоне Спасского монастыря | Церковь Иоанна Предтечи с колокольней  | «1000» портрет Ярослава Мудрого    | 10 августа 2010 г.                      |
|                                                 |                   | 5000             | 157 × 69        | красно-коричневый                | Хабаровск        | памятник Муравьёву-Амурскому на фоне набережной Амура (Хабаровский утёс)             | мост через Амур                        | «5000» портрет Муравьёва-Амурского | 31 июля 2006 г.                         |
|                                                 |                   | 5000             | 157 × 69        | красно-коричневый                | Хабаровск        | памятник Муравьёву-Амурскому на фоне набережной Амура (Хабаровский утёс)             | мост через Амур                        | «5000» портрет Муравьёва-Амурского | 6 сентября 2011 г.                      |
| Масштаб изображений — 1,0 пикселя на миллиметр. |                   |                  |                 |                                  |                  |                                                                                      |                                        |                                    |                                         |

| Серия 2017—2025 годов                        | Серия 2017—2025 годов | Серия 2017—2025 годов | Серия 2017—2025 годов | Серия 2017—2025 годов | Серия 2017—2025 годов   | Серия 2017—2025 годов | Серия 2017—2025 годов | Серия 2017—2025 годов | Серия 2017—2025 годов               | Серия 2017—2025 годов | Серия 2017—2025 годов |
| Изображение                                  | Изображение           | Характеристики        | Характеристики        | Характеристики        | Описание                | Описание              | Описание | Описание | Описание                            | Даты                  | Даты                  |
| Лицевая сторона                              | Оборотная сторона     | Номинал (рублей)      | Размеры (мм)          | Основные цвета        | Город (Лицевая сторона) | Федеральный округ     | Лицевая сторона | Оборотная сторона | Водяной знак                        | Введения              | Печати                |
| -------------------------------------------- | --------------------- | --------------------- | --------------------- | --------------------- | ----------------------- | --------------------- | --- | --- | ----------------------------------- | --------------------- | --------------------- |
|                                              |                       | 10                    | 150×65                |                       | Новосибирск             | Сибирский             | | |                                     | 2028                  | 2028                  |
|                                              |                       | 50                    | 150×65                |                       | Санкт-Петербург         | Северо-Западный       | | |                                     | 2028                  | 2028                  |
|                                              |                       | 100                   | 150×65                | оливковый оранжевый   | Москва                  | Центральный           | Спасская башня Кремля; Здание МГУ на Воробьевых горах; Парк Зарядье; Шуховская телебашня; Останкинская телебашня                                                                | Ржевский мемориал, Куликово поле                                                                                                 | «100» Спасская башня Кремля         | 30 июня 2022          | 2022                  |
|                                              |                       | 200                   | 150×65                | зелёный               | Севастополь             | Южный                 | памятник затопленным кораблям; пропилеи Графской пристани | Херсонес Таврический | «200» Памятник затопленным кораблям | 12 октября 2017       | 2017                  |
|                                              |                       | 500                   | 150×65                |                       | Пятигорск               | Северо-Кавказский     | | |                                     | 2028                  | 2028                  |
|                                              |                       | 1000                  | 157×69                | зелёно-синий          | Нижний Новгород         | Приволжский           | Нижегородская ярмарка, здание Государственного банка | Теплоход «Метеор», Нижегородский кремль                                                                                          | «1000» ?                            | Вторая половина 2025  | 2025                  |
|                                              |                       | 2000                  | 157×69                | синий                 | Владивосток             | Дальний Восток        | Русский мост; здание Дальневосточного федерального университета во Владивостоке                                                                                                 | Космодром «Восточный» в Амурской области                                                                                         | «2000» Русский мост                 | 12 октября 2017       | 2017                  |
|                                              |                       | 5000                  | 157×69                | красный               | Екатеринбург            | Уральский             | Стела «Европа-Азия» под Екатеринбургом, Екатеринбург-Сити, дом Севастьянова, Дом связи, Дворец игровых видов спорта, Гостиница Исеть, Екатеринбургский цирк, небоскрёб Высоцкий | Памятник «Сказ об Урале» в Челябинске, стела «66 параллель» в Салехарде, литейный ковш в металлургическом заводе, нефтяная вышка | «5000» Дом связи                    | 16 октября 2023       | 2023                  |
| Масштаб изображений — 1 пиксель на миллиметр |                       |                       |                       |                       |                         |                       | | |                                     |                       |                       |

### Памятные банкноты
Центральный банк России 30 октября 2013 года выпустил в обращение памятную олимпийскую банкноту номиналом в 100 рублей. Её выпуск начался ровно за сто дней до открытия Олимпийских игр в Сочи. Автором идеи дизайна стал студент Института им. Репина при Российской академии художеств Павел Бушуев. Часть тиража банкноты была выпущена в подарочной упаковке. Общий тираж составил 20 миллионов штук (серии АА, аа и Аа).
23 декабря 2015 года Банк России выпустил памятную банкноту номиналом 100 рублей, посвящённую Севастополю и Крыму.
22 мая 2018 года Банк России выпустил памятную банкноту номиналом 100 рублей, посвящённую Чемпионату мира по футболу 2018 года. На 18 июня 2018 года банкноты доступны с сериями АА и АВ.
| Памятные банкноты России                        | Памятные банкноты России | Памятные банкноты России | Памятные банкноты России | Памятные банкноты России   | Памятные банкноты России | Памятные банкноты России | Памятные банкноты России |
| Изображение                                     | Изображение              | Характеристики           | Характеристики           | Характеристики             | Описание | Описание | Дата ввода в обращение   |
| Лицевая сторона                                 | Оборотная сторона        | Номинал (рублей)         | Размеры (мм)             | Основные цвета             | Лицевая сторона | Оборотная сторона | Дата ввода в обращение   |
| ----------------------------------------------- | ------------------------ | ------------------------ | ------------------------ | -------------------------- | --- | --- | ------------------------ |
|                                                 |                          | 100                      | 150 × 65                 | синий                      | сноубордист, олимпийские объекты прибрежного кластера в г. Сочи                                                                       | олимпийский стадион «Фишт» в г. Сочи, жар-птица                                                                                                   | 30 октября 2013 года     |
|                                                 |                          | 100                      | 150 × 65                 | оливково-коричнево-зелёный | Памятник затопленным кораблям в Севастопольской бухте, фрагмент картины И. К. Айвазовского «Русская эскадра на Севастопольском рейде» | декоративный замок «Ласточкино гнездо» | 23 декабря 2015 года     |
|                                                 |                          | 100                      | 150 × 65                 | сине-зелёно-серый          | мальчик с футбольным мячом в руке, вратарь Лев Яшин в прыжке за мячом                                                                 | стилизованное изображение земного шара в виде футбольного мяча, на котором цветом выделена территория Российской Федерации, футбольные болельщики | 22 мая 2018 года         |
| Масштаб изображений — 1,0 пикселя на миллиметр. |                          |                          |                          |                            | | |                          |

## Режим валютного курса

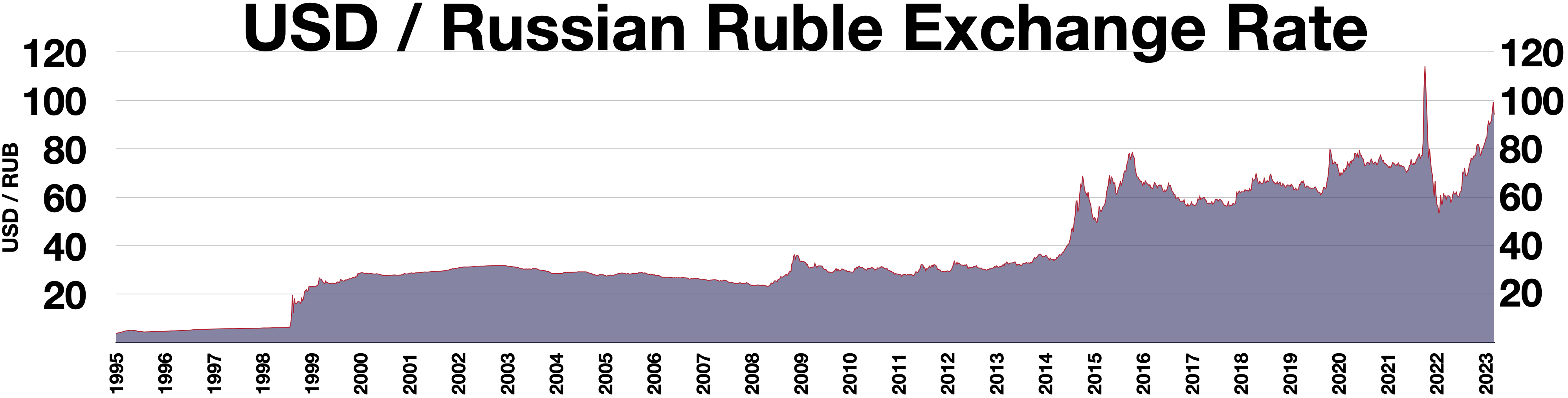
Курс доллара к российскому рублю с 2001 года

В 2023 году на фоне антироссийских санкций, введенных в связи с вторжением России на Украину, российский рубль вошёл в первую тройку слабейших валют мира и лидирует по волатильности.
| Год                                              |            | Минимальное значение ↓ | Минимальное значение ↓ |          | Максимальное значение ↑ | Максимальное значение ↑ |  | Среднее значение |
| Год                                              | Дата       | Курс                   | Дата                   | Курс     | Курс                    |                         |  |                  |
| ------------------------------------------------ | ---------- | ---------------------- | ---------------------- | -------- | ----------------------- | ----------------------- |  | ---------------- |
| 1998                                             | 1 января   | 5,9600                 | 29 декабря             | 20,9900  | 9,7945                  |                         |  |                  |
| 1999                                             | 1 января   | 20,6500                | 29 декабря             | 27,0000  | 24,6489                 |                         |  |                  |
| 2000                                             | 6 января   | 26,9000                | 23 февраля             | 28,8700  | 28,1287                 |                         |  |                  |
| 2001                                             | 4 января   | 28,1600                | 18 декабря             | 30,3000  | 29,1753                 |                         |  |                  |
| 2002                                             | 1 января   | 30,1372                | 7 декабря              | 31,8600  | 31,3608                 |                         |  |                  |
| 2003                                             | 20 декабря | 29,2450                | 9 января               | 31,8846  | 30,6719                 |                         |  |                  |
| 2004                                             | 30 декабря | 27,7487                | 1 января               | 29,4545  | 28,8080                 |                         |  |                  |
| 2005                                             | 18 марта   | 27,4611                | 6 декабря              | 28,9978  | 27,1910                 |                         |  |                  |
| 2006                                             | 6 декабря  | 26,1840                | 12 января              | 28,4834  | 27,1355                 |                         |  |                  |
| 2007                                             | 24 ноября  | 24,2649                | 13 января              | 26,5770  | 25,5808                 |                         |  |                  |
| 2008                                             | 16 июля    | 23,1255                | 31 декабря             | 29,3804  | 24,8529                 |                         |  |                  |
| 2009                                             | 13 ноября  | 28,6701                | 19 февраля             | 36,4267  | 31,7403                 |                         |  |                  |
| 2010                                             | 16 апреля  | 28,9310                | 8 июня                 | 31,7798  | 30,3679                 |                         |  |                  |
| 2011                                             | 6 мая      | 27,2625                | 5 октября              | 32,6799  | 29,3823                 |                         |  |                  |
| 2012                                             | 28 марта   | 28,9468                | 5 июня                 | 34,0395  | 31,0661                 |                         |  |                  |
| 2013                                             | 5 февраля  | 29,9251                | 5 сентября             | 33,4656  | 31,9063                 |                         |  |                  |
| 2014                                             | 1 января   | 32,6587                | 18 декабря             | 67,7851  | 38,6025                 |                         |  |                  |
| 2015                                             | 17 апреля  | 49,6749                | 31 декабря             | 72,8827  | 61,3400                 |                         |  |                  |
| 2016                                             | 30 декабря | 60,2730                | 22 января              | 83,5913  | 66,8336                 |                         |  |                  |
| 2017                                             | 26 апреля  | 55,8453                | 4 августа              | 60,7503  | 58,2982                 |                         |  |                  |
| 2018                                             | 28 февраля | 55,6717                | 12 сентября            | 69,9744  | 62,9264                 |                         |  |                  |
| 2019                                             | 26 декабря | 61,7164                | 15 января              | 67,1920  | 64,6184                 |                         |  |                  |
| 2020                                             | 14 января  | 60,9474                | 24 марта               | 80,8815  | 72,3230                 |                         |  |                  |
| 2021                                             | 27 октября | 69,5526                | 8 апреля               | 77,7730  | 73,6685                 |                         |  |                  |
| 2022                                             | 30 июня    | 51,1580                | 11 марта               | 120,3785 | 68,4869                 |                         |  |                  |
| 2023                                             | 15 января  | 66,0026                | 8 октября              | 101,0001 | 85,5086                 |                         |  |                  |
| 2024                                             |            | 20 июня                | 82,6282                |          | 31 декабря              | 113,7500                |  | 92,6567          |
| Источник: https://www.google.com/search?q=доллар |            |                        |                        |          |                         |                         |  |                  |

### Периодизация режима валютного курса
1. ноябрь 1989 — середина 1992 гг. — множественный обменный курс;
2. весна 1992 — весна 1994 гг. — свободное плавание;
3. весна 1994 — июнь 1995 гг. — регулируемое плавание;
4. июнь 1995 — август 1998 гг. — валютный коридор;
5. август 1998—2010 гг. — регулируемое плавание;
6. 2010 — 10 ноября 2014 гг. — управляемый плавающий валютный курс;
7. 10 ноября 2014 — н. в. — плавающий валютный курс[112].

## Символ рубля
Символ (знак) российского рубля:

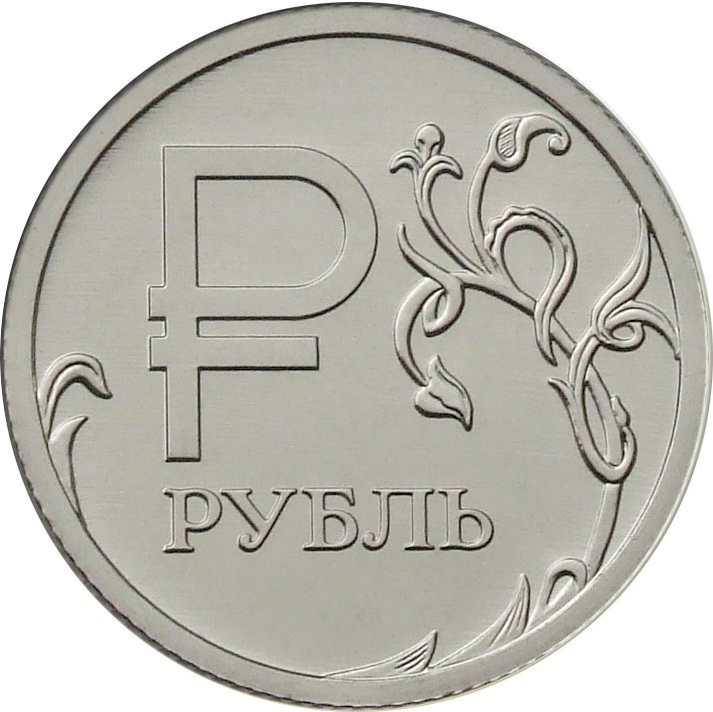
Монета номиналом в 1 рубль с новым символом валюты (чеканка 2014 г.)

- специальный символ (₽), официально утверждённый в декабре 2013 года, — буква «Р» с дополнительным элементом в виде горизонтальной черты;
- другие распространённые варианты сокращения слова «рубль» (например, строчная буква «р» с точкой — «р.», или «руб» с точкой — «руб.»).

## Количество монет и банкнот в обращении
По данным Банка России по состоянию на 1 июля 2023 года всего в обращении находилось 79 396,2 млн монет и банкнот на общую сумму 17 878,1 млрд рублей.
| Номинал | Количество экземпляровa), млн | Удельный вес в общем количестве, % | Суммаb), млрд руб. | Удельный вес в общей сумме, % |
| Монеты | Монеты                        | Монеты                             | Монеты             | Монеты                        |
| --- | ----------------------------- | ---------------------------------- | ------------------ | ----------------------------- |
| Всего | 76 655,836                    | 100                                | 124,1              | 100                           |
| 1 копейка | 7 116,04                      | 10                                 | н.д.               | < 0,5                         |
| 5 копеек | 5 732,832                     | 8                                  | н.д.               | < 0,5                         |
| 10 копеек | 25 081,14                     | 35                                 | 2,482              | 2                             |
| 50 копеек | 7 116,04                      | 10                                 | 3,723              | 3                             |
| 1 рубль | 10 032,456                    | 14                                 | 9,928              | 8                             |
| 2 рубля | 5 016,228                     | 7                                  | 8,687              | 7                             |
| 5 рублей | 2 866,416                     | 4                                  | 18,615             | 15                            |
| 10 рублей | 7 882,644                     | 11                                 | 75,701             | 61                            |
| 25 рублей | 80,0                          | < 0,5                              | 4,964              | 4                             |
| Банкноты |                               |                                    |                    |                               |
| Всего | 7 735,8                       | 100                                | 17 754,0           | 100                           |
| 5 рублей | 77,358                        | 1                                  | н.д.               | < 0,5                         |
| 10 рублей | 386,79                        | 5                                  | н.д.               | < 0,5                         |
| 50 рублей | 618,864                       | 8                                  | н.д.               | < 0,5                         |
| 100 рублей | 1 237,728                     | 16                                 | 177,54             | 1                             |
| 200 рублей | 154,716                       | 2                                  | н.д.               | < 0,5                         |
| 500 рублей | 464,148                       | 6                                  | 177,54             | 1                             |
| 1000 рублей | 1 469,802                     | 19                                 | 1 420,32           | 8                             |
| 2000 рублей | 309,432                       | 4                                  | 710,16             | 4                             |
| 5000 рублей | 3 016,962                     | 39                                 | 15 268,44          | 86                            |
| Итого |                               |                                    |                    |                               |
| Монеты | 71 660,4                      | 90,3                               | 124,1              | 0,7                           |
| Банкноты | 7 735,8                       | 9,7                                | 17 754,0           | 99,3                          |
| Общая сумма | 79 396,2                      | 100                                | 17 878,1           | 100                           |
| Примечания: a) количество монет и банкнот каждого номинала высчитано из процента от общего количества b) сумма монет и банкнот каждого номинала высчитана из процента от общей суммы |                               |                                    |                    |                               |